# Bezirksoberliga Oberbayern
La Bezirksoberliga Oberbayern è uno dei sette gironi del quarto livello del campionato dilettantistico bavarese di calcio, sotto la Landesliga Bayern-Süd e sopra le Bezirksliga. Corrisponde al settimo livello del sistema calcistico tedesco; era il sesto livello fino al 2008, quando venne introdotta la 3. Liga.
La lega, nel suo attuale formato, verrà smantellata nel 2012, quando il sistema calcistico bavarese sarà riformato. Sopra le odierne Bezirksoberliga, le Landesliga saranno allargate da tre a cinque gironi e sotto di esse vi saranno direttamente le Bezirksliga, con un'organizzazione simile a quella in vigore fino al 1988.

## Albo d'oro
In questa tabella sono riportati i primi tre classificati dal 1988 al 2011:
| Stagione  | Campioni                  | Secondi                | Terzi                 |
| 1988-89   | BSG Himolla Taufkirchen   | MSV München            | ESV Freilassing       |
| 1989-90   | FSV München               | ESV Freilassing        | VfR Neuburg           |
| 1990-91   | ESV Ingolstadt            | 1. FC Miesbach +       | TSV 1860 München II + |
| 1991-92   | BSC Sendling              | FSV München            | ESV Neuaubing         |
| 1992-93   | 1. FC Miesbach            | SC Fürstenfeldbruck    | TuS Geretsried        |
| 1993-94   | TSV Großhadern            | TuS Geretsried +       | ASV Dachau +          |
| 1994-95   | ESV Freilassing           | TSV 1860 München II    | ASV Dachau            |
| 1995-96   | FC Garmisch-Partenkirchen | FC Ismaning            | 1. FC Traunstein      |
| 1996-97   | TSV Ampfing               | FSV München +          | SpVgg Feldmoching +   |
| 1997-98   | SC Eintracht Freising     | TuS Geretsried         | SpVgg Unterhaching II |
| 1998-99   | SpVgg Unterhaching II     | TSV München-Grünwald   | Falke Markt Schwaben  |
| 1999-2000 | TSV Ebersberg             | Falke Markt Schwaben   | 1. FC Traunstein      |
| 2000-01   | SV Gendorf-Burgkirchen    | Wacker Burghausen II   | ESV Ingolstadt        |
| 2001-02   | BCF Wolfratshausen        | SV Raisting            | ESV Ingolstadt        |
| 2002-03   | FT Starnberg 04           | SV Heimstetten         | ESV Ingolstadt        |
| 2003-04   | TSV Buchbach              | SC Fürstenfeldbruck II | TSV Ampfing           |
| 2004-05   | TSV Großhadern            | SK Srbija München      | FC Unterföhring       |
| 2005-06   | TSV München-Grünwald +    | FC Ingolstadt 04 II +  | SV Pullach            |
| 2006-07   | SV Raisting               | SB/DJK Rosenheim       | VfB Eichstätt         |
| 2007-08   | SV Pullach                | FC Unterföhring        | VfB Eichstätt         |
| 2008-09   | VfB Eichstätt             | TSV Eching             | SC Eintracht Freising |
| 2009-10   | FC Unterföhring           | FC Gerolfing           | SpVgg Feldmoching     |
| 2010-11   | TSV Eching                | SV Kirchanschöring +   | VfR Garching +        |
| 2011-12   | SC Eintracht Freising     | VfR Garching           | SC Kirchheim          |

- Squadre promosse in grassetto.
- + Squadre a pari punti

### Multivincitori
Solo un club ha vinto la lega più di una volta:
| Club           | Vittorie | Anni       |
| TSV Großhadern | 2        | 1994, 2005 |